# Archibald, voyageur de l'espace
Pour les articles homonymes, voir Archibald.
Archibald, voyageur de l'espace (Mézga Aladár különös kalandjai, littéralement Les Aventures curieuses d'Aladár Mézga) est une série télévisée d'animation hongroise créée et écrite par József Nepp (hu) et József Romhányi (hu), et diffusée du 7 janvier au 1er avril 1973 à la télévision publique hongroise. Elle est la seconde de trois séries hongroises de dessins animés sur la famille Mézga.
En France, elle est diffusée sur Canal+ dans Cabou Cadin, et au Québec à partir du 13 septembre 1987 sur TVJQ et à partir du 4 juin 1989 sur Canal Famille.

## Synopsis
La mère d'Archibald aimerait bien que son fils devienne un grand violoniste, art auquel s'adonne le jeune garçon… mais celui-ci a en fait bien d'autres rêves.
Chaque nuit, lorsque la maison est endormie ou pour fuir disputes avec sa famille ou autres punitions, il part avec son chien dans une drôle de fusée mauve dans l'espace et s'aventure à la découverte de mondes et de planètes étranges !

## Distribution
- Jackie Berger : Archibald
- Claude Chantal : Paula, la mère
- Roger Rudel : Gérard, le père
- Claude Rollet : Blacky, le chien